# Quần đảo Horn

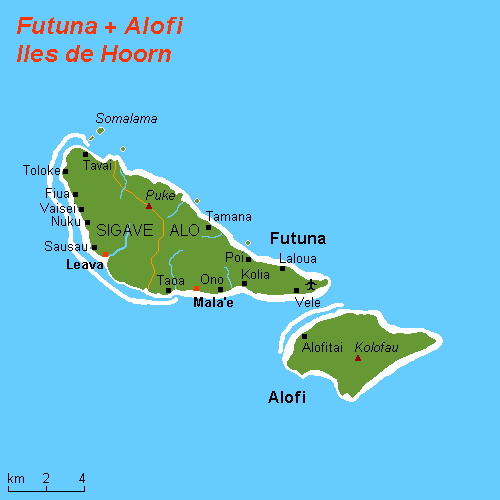
Quần đảo Horn

Quần đảo Horn (tiếng Pháp: îles Horn), cũng được gọi là Quần đảo Futuna là một trong hai nhóm đảo của Cộng đồng Hải ngoại Wallis và Futuna của Pháp tại Thái Bình Dương. Tổng diện tích của quần đảo là 115 km² và dân số là 4.873 người (2003).
Về địa lý, có hai hòn đảo chính là:
- Futuna ở phía tây bắc
- Alofi ở phía đông nam

Về mặt hành chính, quần đảo bao gồm 2 trong ba đơn vị của Wallis và Futuna:
- Tu`a (Alo): phần phía đông của đảo Futuna và đảo Alofi.
- Sigave (Singave): một phần ba phía tây của đảo Futuna.